# Васькина (приток Полазны)
Васькина — река в России, протекает в Пермском крае.

## География
Берёт начало примерно в 800 м к югу от посёлка Дивья. Устье реки находится в 2,2 км по левому берегу реки Полазна, примерно в 3 км к юго-востоку от посёлка Полазна. Длина реки составляет 11 км.

## Данные водного реестра
По данным государственного водного реестра России относится к Камскому бассейновому округу, водохозяйственный участок реки — Кама от города Березники до Камского гидроузла, без реки Косьва (от истока до Широковского гидроузла), Чусовая и Сылва, речной подбассейн реки — бассейны притоков Камы до впадения Белой. Речной бассейн реки — Кама.
Код объекта в государственном водном реестре — 10010100912111100010000.